# Светско првенство у кајаку и кануу на мирним водама 1938 — Ц-2 10.000 метара за мушкарце
Дисциплина Ц-2 на 10.000 метара  била је једна од  дисциплина кануа двоклека  на 1. Светском првенствоу у кајаку и кануу на мирним водама 1938. одржаном у Ваксхолму (Шведска) 7. и 8. августа, у водама Балтичког мора, који окружују острво Ваксхолм, у Стокхолмском архипелагу.

## Земље учеснице
На такмичењу је учествовало 6 кануиста у три 3 посаде из 2 земље. 
1. Немачка 2
2. Чехословачка 1

## Резултати

### Финале
| Пласман | Кануисти                           | Земља        | Резултат |
| ------- | ---------------------------------- | ------------ | -------- |
|         | Бохуслав Карлик Јан Брзак-Феликс   | Чехословачка | 52:38,7  |
|         | Руперт Вајнштабл Карл Происл       | Немачка      | 53:06,5  |
|         | Кристијан Холценберг Хајнц Јиргенс | Немачка      | 54:12,4  |